# Rio Capim (vattendrag i Brasilien)
Rio Capim är ett vattendrag i Brasilien.   Det ligger i delstaten Pará, i den nordöstra delen av landet, 1 600 km norr om huvudstaden Brasília.
I omgivningarna runt Rio Capim växer i huvudsak städsegrön lövskog. Runt Rio Capim är det glesbefolkat, med 18 invånare per kvadratkilometer.